# Institut facultaire agronomique de Yangambi
 (janvier 2025).
 (janvier 2025).
L'Institut Facultaire des Sciences Agronomiques de Yangambi (IFA-YANGAMBI) est une institution d’enseignement supérieur et de recherche située à Kisangani, en République Démocratique du Congo (RDC).

## Historique
Il est né de la fusion, en 1971, de trois facultés d’agronomie issues des universités nationales : l’Université Lovanium de Kinshasa, l’Université Officielle du Congo (UOC) de Lubumbashi et l’Université Libre du Congo (ULC) de Kisangani.
Après sa création en 1971, l’IFA-Yangambi a été transféré en octobre 1973 à Yangambi sur ordre du Gouvernement, avec l’accord de l’Institut national pour l’étude et la recherche agronomiques (INEAC), actuel Institut National pour l’Étude et la Recherche Agronomique (INERA). En 1976, le Conseil Révolutionnaire de l’Université Nationale du Zaïre (UNAZA) a érigé l’IFA-Yangambi en institut facultaire autonome, le rendant ainsi la quatrième université de la RDC.

## Conditions d'admission
Pour le premier cycle de graduat, le candidat doit :
- être titulaire d'un diplôme d'État ;
- Se classer en ordre utile au concours d'admission pour les candidats (candidates) ayant obtenu moins de 60% aux examens d’État (baccalauréat).

Pour le second cycle de licence, le candidat doit :
- Être titulaire d'un diplôme entériné de graduat ;
- Actualiser son dossier, incluant le parcours adéquat de son premier cycle.

## Enseignement et recherche
L’Institut Facultaire des Sciences Agronomiques de Yangambi (IFA-Yangambi) est destiné à la formation de cadres supérieurs et de professionnels dans les domaines de l’agronomie, de la foresterie et de la médecine vétérinaire. Sa mission principale est de développer une recherche fondamentale et appliquée en lien avec l’enseignement, tout en favorisant le transfert de connaissances et de technologies vers le monde économique et la société.

### Enseignement
L’IFA-Yangambi propose des programmes de formation visant à préparer les étudiants à participer activement au développement agricole et forestier du pays. Les cursus sont conçus pour fournir des compétences théoriques et pratiques, répondant aux besoins du secteur agricole congolais.

### Recherche
L’institut met un accent particulier sur la recherche, avec des initiatives telles que le Laboratoire d’Agroécologie et Ingénierie de l’Environnement (LAECOLIE), créé en 2014. Ce laboratoire est pionnier en milieu tropical et se concentre sur des enjeux majeurs liés à l’agriculture, la santé humaine et l’environnement, en plaçant les sols au cœur de ses préoccupations.
En collaborant avec des partenaires internationaux, l’IFA-Yangambi s’efforce de renforcer ses capacités en matière d’enseignement et de recherche, contribuant ainsi au développement durable et à la promotion scientifique en République Démocratique du Congo.

## Départements organisées
L’Institut Facultaire des Sciences Agronomiques de Yangambi (IFA-Yangambi) est structuré en plusieurs départements spécialisés, chacun se concentrant sur un domaine précis des sciences agronomiques. Les principaux départements sont :
- Département de Chimie et Industries Agricoles
- Département d’Économie Agricole
- Département de Phytotechnie
- Département de Zootechnie

## Coopération
L’Institut Facultaire des Sciences Agronomiques de Yangambi (IFA-Yangambi) collabore avec plusieurs institutions nationales et internationales pour renforcer ses capacités en enseignement et en recherche, dans le but de promouvoir un développement agricole durable en République Démocratique du Congo (RDC).

## Infrastructure
L’Institut Facultaire des Sciences Agronomiques de Yangambi (IFA-Yangambi) dispose d’infrastructures pédagogiques réparties sur deux sites principaux : Kisangani et Yangambi. Ces installations comprennent 13 auditoires, une bibliothèque centrale, six bibliothèques départementales, deux salles informatiques et sept laboratoires spécialisés, notamment en sol et eau, chimie et industries agricoles, phytotechnie, zootechnie, eaux et forêts, et économie agricole.
Des incidents récents ont également affecté les infrastructures de l’IFA-Yangambi. En décembre 2024, des manifestations étudiantes ont entraîné des destructions matérielles, notamment d’ordinateurs, de documents administratifs, de meubles et d’un minibus de l’institut. L’infirmerie a également subi des dommages importants.

## IFA-Yangambi et Société
L’IFA-Yangambi joue un rôle clé dans la société congolaise en formant des experts en agronomie et en gestion des ressources naturelles. Il contribue au développement agricole et environnemental grâce à ses recherches et collaborations avec les agriculteurs locaux.[réf. souhaitée].

## Projet de l'IFA-Yangambi
L’IFA-Yangambi mène plusieurs projets axés sur l’agriculture durable, la foresterie et la conservation de l’environnement. Parmi eux, le projet LAECOLIE se concentre sur l’agroécologie et la gestion des sols, tandis que des collaborations avec le CIRAD et l’IITA visent à lutter contre les maladies du manioc. L’institut cherche aussi à moderniser ses infrastructures et à renforcer la formation des étudiants. Ces initiatives visent à améliorer la sécurité alimentaire et à favoriser un développement agricole durable en RDC.
L’ISC-KIS vise le renforcement des capacités en expression orale et écrite des étudiants généralement et l’informatisation des différents services dont académique, administratif, finance, patrimoine, social, etc) mais aussi une bonne visibilité sur la toile (Internet) et enfin une bonne gouvernance académique.

## Chef de dépaterments
- Département de Chimie et Industries Agricoles : Docteur Ndjango Ndjimani Edouard
- Département d’Économie Agricole : Professeur Louis Looli Boyombe
- Département de Phytotechnie : Professeur Billy Bolakonga
- Département de Zootechnie : Professeur Jean-Pierre Pitchou Meniko To Hulu

## Les anciens de l'IFA Yangambi
1. Faustin Lokinda
2. Glodi MBENGA MBUNZU
3. Icha Kakuni

## Effectif
Effectifs de l’IFA Yangambi :
- Enseignants : 66 enseignants, dont 16 à temps partiel, avec 7 femmes
- Administratifs : 149 agents, dont 26 femmes
- Étudiants : 1 649 étudiants pour l’année académique 2014-2015, répartis en : 691 garçons (41,90 %), 958 filles (58,10 %)

Le taux de croissance des effectifs étant de 1,52 %
- Autorités académiques : Sur les quatre autorités académiques, deux sont des femmes